# Amanece (canción)
«Amanece»  es la canción con la que España se presentó al Festival de la Canción de Eurovisión de 1972, interpretada por Jaime Morey. Compuesta por Ramón Arcusa y Augusto Algueró.
La canción es una balada que Morey canta a su antigua amada. " Amanece, la lluvia moja lentamente mi despertar.
La gente camina cerca de mi soledad sin parar.
Amanece, parece que el cielo se nubló para nosotros desde el momento triste en que escuché tu adiós.". Morey pregunta si pueden "empezar hoy otra vez, ¿por qué no? ", y juntos encontrar "un lugar, a través del mar donde el día brilla más cuando amanece". Morey también grabó la canción en una versión en inglés, titulada "Let's Begin Again".
En el concurso fue la cuarta actuación de la noche, tras la irlandesa  Sandie Jones con su "Ceol un Ghrá" y antes de The New Seekers de Reino Unido con el tema "Beg, Steal or Borrow". Recibió 83 puntos, quedando en el décimo puesto de 18.
El año siguiente, España concursó en la edición de 1973 con "Eres tú" de Mocedades.